# روزاريو موراليس
روزاريو موراليس (بالإنجليزية: Rosario Morales)‏ هي كاتِبة وشاعرة أمريكية، ولدت في 1930 في نيويورك في الولايات المتحدة، وتوفيت في 23 مارس 2011 بسبب ورم نخاعي متعدد.